# Executive One
Executive One è l'identificativo radio di un qualsiasi velivolo civile che trasporti il presidente degli Stati Uniti d'America.
Solitamente il presidente vola su aerei militari al comando della "Presidential Airlift Group", parte dell'89th Airlift Wing stanziato alla Andrews Air Force Base, nel Maryland, primo tra tutti il VC-25 adibito ad Air Force One.
L'unico episodio in cui un presidente in carica si imbarcò come regolare passeggero su un aereo di linea accadde il 26 dicembre 1973, durante la crisi del petrolio, quando Richard Nixon volò come un normale passeggero. Per dare l'esempio al resto della nazione durante l'attuale crisi energetica il presidente viaggiò dall'aeroporto Internazionale di Washington-Dulles all'aeroporto Internazionale di Los Angeles insieme alla famiglia e ai membri dello staff su un DC-10 della United Airlines. Un assistente di Nixon portò a bordo un apparecchio di comunicazione sicura, con cui il presidente avrebbe potuto mettersi in contatto con Washington in caso di emergenza.
Il 20 gennaio 2009, all'elicottero VH-60 dei Marines normalmente utilizzato dal presidente (e che in questo caso prende l'identificativo radio Marine One) venne dato l'identificativo Executive One mentre trasportava George W. Bush, il cui mandato era appena terminato, insieme alla moglie, verso la base aerea di Andrews.
Se a bordo di un qualsiasi velivolo si trova la famiglia del presidente, ma non il presidente stesso, esso può prendere l'identificativo radio Executive One Foxtrot a discrezione dello staff della Casa Bianca e del servizio segreto. L'aereo utilizzato da Hillary Clinton il 2 dicembre 1999 per atterrare all'aeroporto LaGuardia di New York prese appunto l'identificativo Executive One Foxtrot.
Executive Two è invece l'identificativo radio di un velivolo civile che trasporti il vicepresidente degli Stati Uniti d'America. Come per l'Executive One, se a bordo si trovano solo i familiari del vicepresidente esso prende l'identificativo Executive Two Foxtrot.
Come il presidente, anche il vicepresidente vola solitamente con aerei militari, in particolare con il VC-32 adibito ad Air Force Two. Tuttavia, quando Nelson Rockefeller venne nominato vice di Gerald Ford nel 1974, egli preferì continuare a volare con il Gulfstream che possedeva, anziché con il DC-9 allora utilizzato come aereo vicepresidenziale. In quanto aereo privato, il Gulfstream portava l'identificativo radio di Executive Two quando Rockfeller era a bordo. Il servizio segreto lo convinse poi, per questioni di sicurezza, praticità e convenienza, ad utilizzare l'Air Force Two.